# Peřovcovití
Peřovcovití (Mochokidae) je čeleď paprskoploutvých ryb z řádu sumci (Siluriformes). Peřovcoviití pocházejí ze sladkých vod Afriky. České jméno čeledi odkazuje na typicky zpeřené vousky.